# Mörbyleden

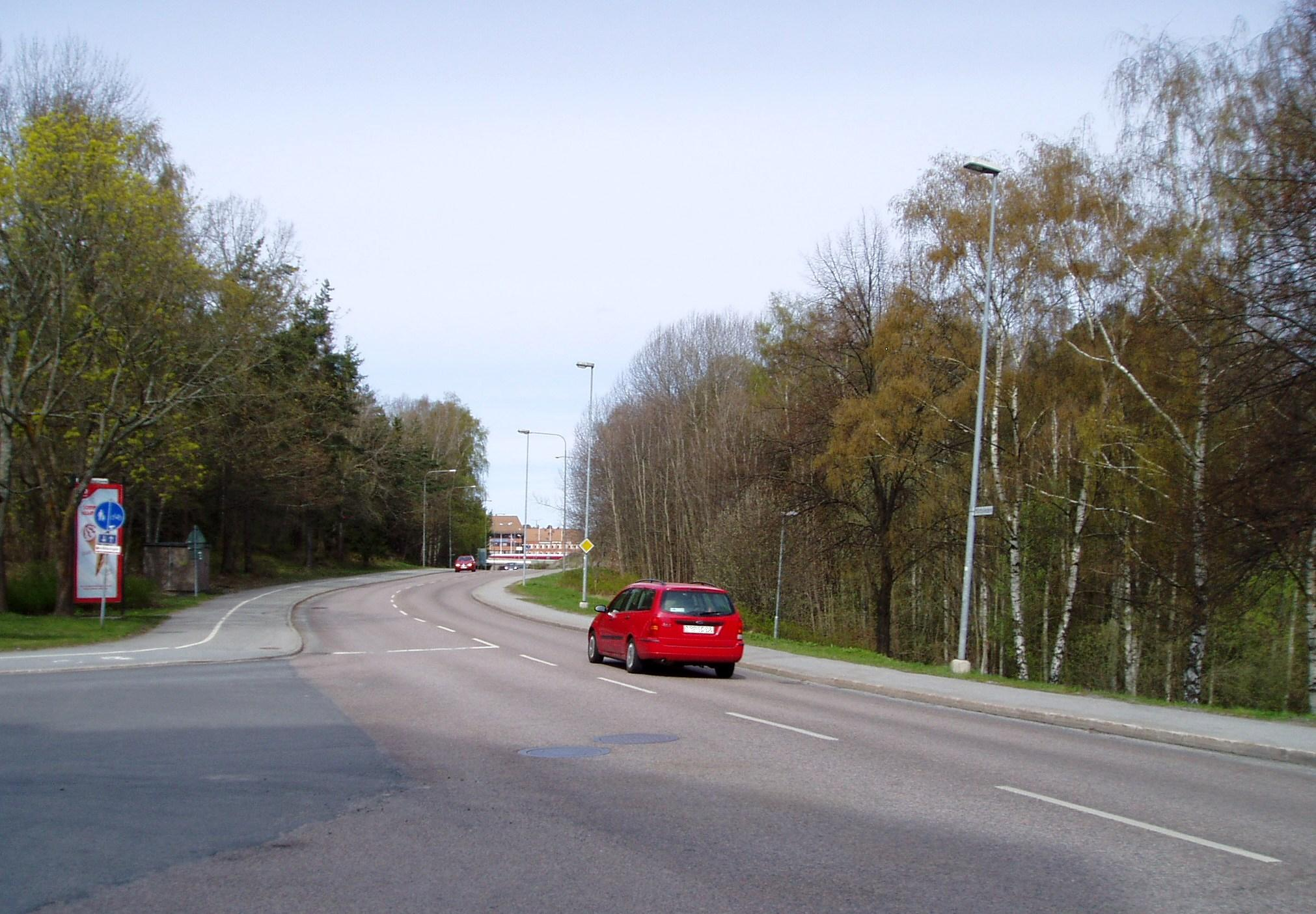
Mörbyleden med Mörby centrum i bakgrunden.

Mörbyleden är en väg i Danderyds kommun i Stockholms län. Mörbyleden går mellan E18 vid Mörby Centrum och Vendevägen och passerar bostadsområdet Mörbyskogen.